# Peter Zinner
Peter Zinner (Vienna, 24 luglio 1919 – Santa Monica, 13 novembre 2007) è stato un montatore, regista e produttore cinematografico austriaco naturalizzato statunitense.

## Biografia
Peter Zinner è stato un regista americano di origine austriaca che ha lavorato come montatore di film, montatore del suono e produttore. Dopo quasi quindici anni di lavoro, Zinner ha ricevuto crediti in più di cinquanta film dal 1959 al 2006. Nel 1969 collabora con Mikheil Kalatozishvili al montaggio del film La tenda rossa con Sean Connery, Claudia Cardinale, Hardy Krüger e Peter Finch. 
I suoi film di maggior influenza sono Il padrino e il suo seguito Il padrino - Parte II, entrambi per la regia di Francis Ford Coppola, che compaiono entrambi nella lista del 2012 dei 75 migliori film montati di tutti i tempi compilata dalla Motion Picture Editors Guild. Altri film di successo sono: È nata una stella e Ufficiale e gentiluomo. Nel 1979 vince l'Oscar per il miglior montaggio per il film Il cacciatore.
Nel 1990 interpreta il ruolo dell'ammiraglio Juri Padorin nel film Caccia a Ottobre Rosso.

## Filmografia

### Montatore

#### Cinema
- I professionisti (The Professionals), regia di Richard Brooks (1966)
- Peter Gunn: 24 ore per l'assassino (Gunn), regia di Blake Edwards (1967)
- A sangue freddo (In Cold Blood), regia di Richard Brooks (1967)
- La tenda rossa (The Red Tent), regia di Mikhail Kalatozov (1969)
- Operazione Crêpes Suzette (Darling Lili), regia di Blake Edwards (1970)
- Il padrino (The Godfather), regia di Francis Ford Coppola (1972)
- Valdez il mezzosangue (Chino), regia di John Sturges e Duilio Coletti (1973)
- Crazy Joe, regia di Carlo Lizzani (1974)
- Il padrino - Parte II (The Godfather Part II), regia di Francis Ford Coppola (1974)
- Mahogany, regia di Berry Gordy (1975)
- È nata una stella (A Star Is Born), regia di Frank Pierson (1976)
- Il cacciatore (The Deer Hunter), regia di Michael Cimino (1978)
- Basket Music (The Fish That Saved Pittsburgh), regia di Gilbert Moses (1979)
- Mister Gaffes, regia di Richard T. Heffron (1980)
- Ufficiale e gentiluomo (An Officer and a Gentleman), regia di Taylor Hackford (1982)
- Oddio, ci siamo persi il papa (Saving Grace), regia di Robert M. Young (1986)
- I gladiatori della strada (Gladiator), regia di Rowdy Herrington (1992)
- Ombre dal passato (Motel Blue), regia di Sam Firstenberg (1999)
- Codice Omega (The Omega Code), regia di Robert Marcarelli (1999)

#### Televisione
- Conspiracy - Soluzione finale (Conspiracy), regia di Frank Pierson (2001)

### Produttore

#### Cinema
- La tenda rossa (The Red Tent), regia di Mikhail Kalatozov (1969)
- Crazy Joe, regia di Carlo Lizzani (1974)

#### Televisione
- Venti di guerra (The Winds of War), regia di Dan Curtis (1983) - miniserie TV
- Broken Vows, regia di Jud Taylor (1987) - film TV
- Ricordi di guerra (War and Remembrance), regia di Dan Curtis (1988) - miniserie TV
- Nemico all'interno (The Enemy Within), regia di Jonathan Darby (1994) - film TV
- Conspiracy - Soluzione finale (Conspiracy), regia di Frank Pierson (2001) - film TV

### Regista
- La salamandra (The Salamander) (1980)

### Attore
- Caccia a Ottobre Rosso (The Hunt for Red October), regia di John McTiernan (1990)